# Michel Plasson

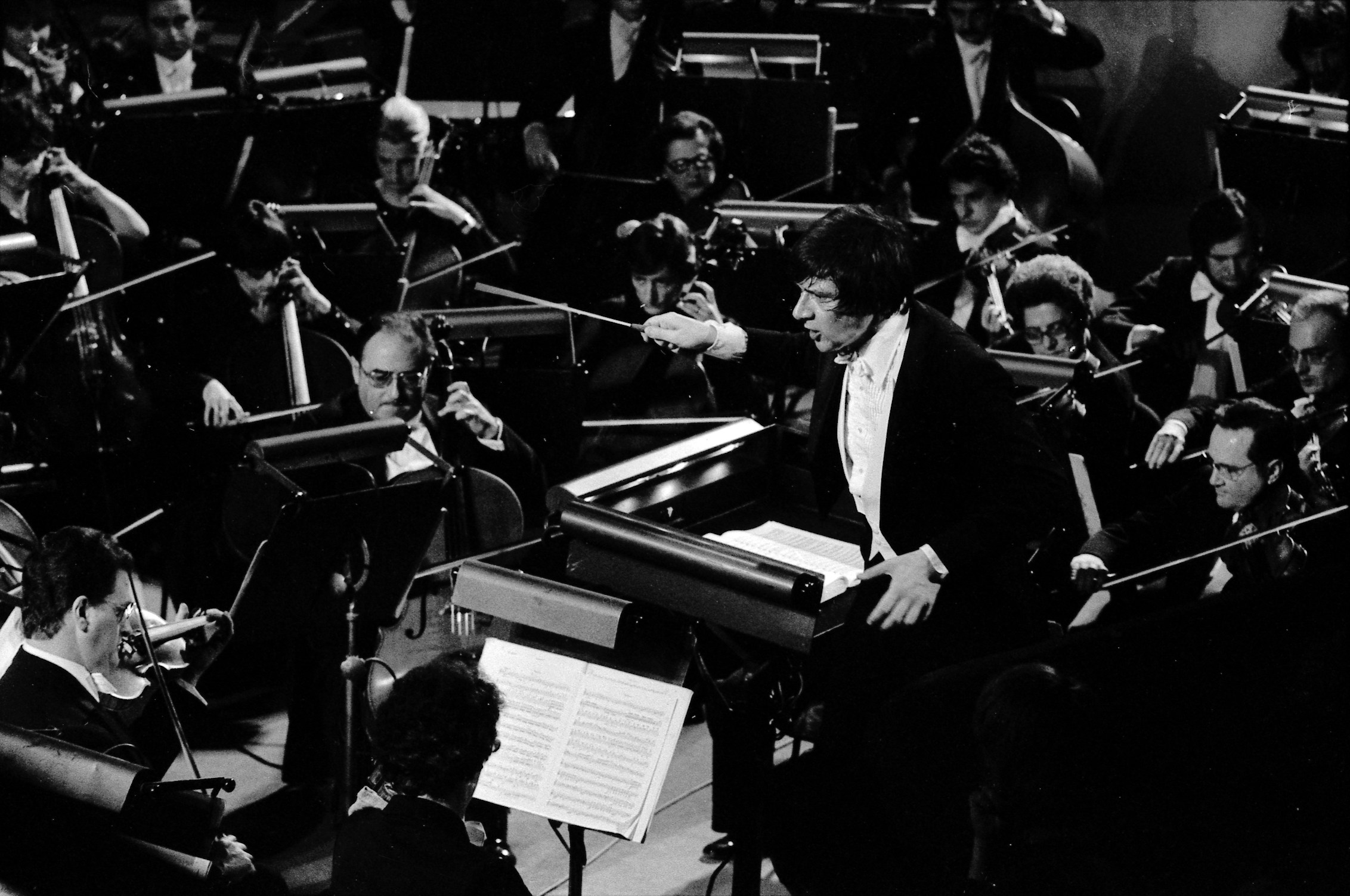
Michel Plasson dirige il Fidelio a Tolosa, 1975.

Michel Plasson (Parigi, 2 ottobre 1933) è un direttore d'orchestra francese.

## Biografia
Plasson è stato studente di Lazare Lévy al Conservatorio di Parigi. Nel 1962 fu premiato al Concorso internazionale Besançon per giovani direttori. Studiò brevemente negli Stati Uniti, compreso un periodo con Charles Münch. È stato direttore musicale della città di Metz per 3 anni.
Nel 1968 Plasson divenne direttore principale dell'Orchestre national du Capitole de Toulouse. Le sue registrazioni con l'orchestra comprendono opere orchestrali e operette di Jacques Offenbach, tra cui Orfeo all'inferno, La vie parisienne, La Périchole e La belle Hélène, e la Carmen di Bizet. Plasson si dimise da direttore principale nel 2003 e ora ha il titolo di "direttore onorario", o direttore emerito. Dal 1994 al 2001 è stato direttore principale della Dresdner Philharmonie.
Le sue apparizioni come ospite comprendono il Grand Théâtre de Genève, De Nationale Opera (Amsterdam) e la Royal Opera House, al Covent Garden.
Anche il figlio di Plasson, Emmanuel Plasson, è un direttore d'orchestra.

## Discografia scelta
Le registrazioni di Plasson sono state fatte principalmente per EMI / Virgin e si sono concentrate su opere di compositori francesi. Tra queste registrazioni figurano le sue interpretazioni le opere operistiche di Offenbach, Gounod e Massenet sono state generalmente considerate eccellenti dalla critica.
Berlioz
- Chansons, con Rolando Villazón, Lauren Naouri e Nicolas Rivenq.

Bizet
- L'Arlésienne - musiche di scena complete, con l'Orchestre du Capitole de Toulouse.
- Carmen, con Angela Gheorghiu, Roberto Alagna, Thomas Hampson e Inva Mula.
- Les pêcheurs de perles, con Barbara Hendricks, John Aler e Gino Quilico.

Chabrier
- Lavori orchestrali (España, Suite pastorale, Joyeuse marche, estratti da Le roi malgré lui), con Barbara Hendricks (À la musique), Susan Mentzer (La Sulamite) e Pierre Del Vescovo (Larghetto).

Debussy
- Lavori orchestrali, con Orchestre du Capitole de Toulouse.

Delibes
- Lakmé, con Natalie Dessay, Gregory Kunde e José van Dam.

Duruflé
- Requiem e other Religious Works, con Anne Sofie von Otter, Thomas Hampson e Marie-Claire Alain.

Fauré
- Lavori orchestrali, con l'Orchestre du Capitole de Toulouse.

Gardel
- 15 Tangos, con l'Orchestre du Capitole de Toulouse.

Gounod
- Faust, con Richard Leech, Cheryl Studer, José van Dam e Thomas Hampson.
- Mireille, con Mirella Freni, Alain Vanzo e José van Dam.
- Two recordings of Roméo et Juliette, la prima con Alfredo Kraus, Catherine Malfitano, José Van Dam e Gino Quilico, la seconda con Angela Gheorghiu, Roberto Alagna, José van Dam e Simon Keenlyside.

Lalo
- Symphonie espagnole e Violin Concerto, con Augustin Dumay.

Landowski
- Montségur, con Karan Armstrong e Gino Quilico, 1987.

Magnard
- Four symphonies e Lavori orchestrali (1983, 1988, 1990)
- Guercœur, con José van Dam, Hildegard Behrens e l'Orchestre du Capitole de Toulouse, 1986.

Massenet
- Don Quichotte, con Teresa Berganza, José van Dam e Alain Fondary.
- Hérodiade, con Cheryl Studer, José van Dam, Thomas Hampson e Ben Heppner.
- Manon, con Ileana Cotrubaș, Alfredo Kraus, Gino Quilico e José Van Dam.
- Werther, con Alfredo Kraus, Tatiana Troyanos e Matteo Manuguerra.

Offenbach
- La belle Hélène, con Jessye Norman, John Aler, Charles Burles, Jean-Philippe Lafont e Gabriel Bacquier.
- Orfeo all'inferno, con Mady Mesplé, Jane Rhodes, Jane Berbié, Charles Burles e Michel Sénéchal.
- La Périchole, con Teresa Berganza, José Carreras e Gabriel Bacquier.
- La Vie parisienne, con Mady Mesplé e Régine Crespin.

Orff
- Carmina Burana, con Natalie Dessay, Thomas Hampson e Gérard Lesne.

Ravel
- Mélodies, con Teresa Berganza, Felicity Lott.

Verdi
- Jérusalem, con Alan Fondary, Verónica Villarroel, Carlo Colombara, Ivan Momirov, Federica Bragaglia, Giorgio Casciarri, Teatro Carlo Felice of Genoa, Tdk DVD Video (2000)